# 슈비츠주
슈비츠주(독일어: Schwyz)는 스위스 중부에 있는 주이다. 남쪽으로 알프스산맥, 서쪽으로 루체른 호수, 북쪽으로 취리히 호수 사이에 있는 주이며, 슈비츠 마을을 중심으로 하고 있어 그 이름을 따서 명명되었다.
슈비츠주는 스위스의 창립 주 중 하나이다. 스위스의 이름은 슈비츠주의 이름에서 나왔으며, 스위스 국기는 주의 문장에서 따왔다. 이름의 역사에 대해서는 슈비츠를 참조. 1291년 연방헌장은 슈비츠에 전시되어 있다. 슈비츠 마을의 북동쪽에 아인지델른 수도원이 있다.

## 지리

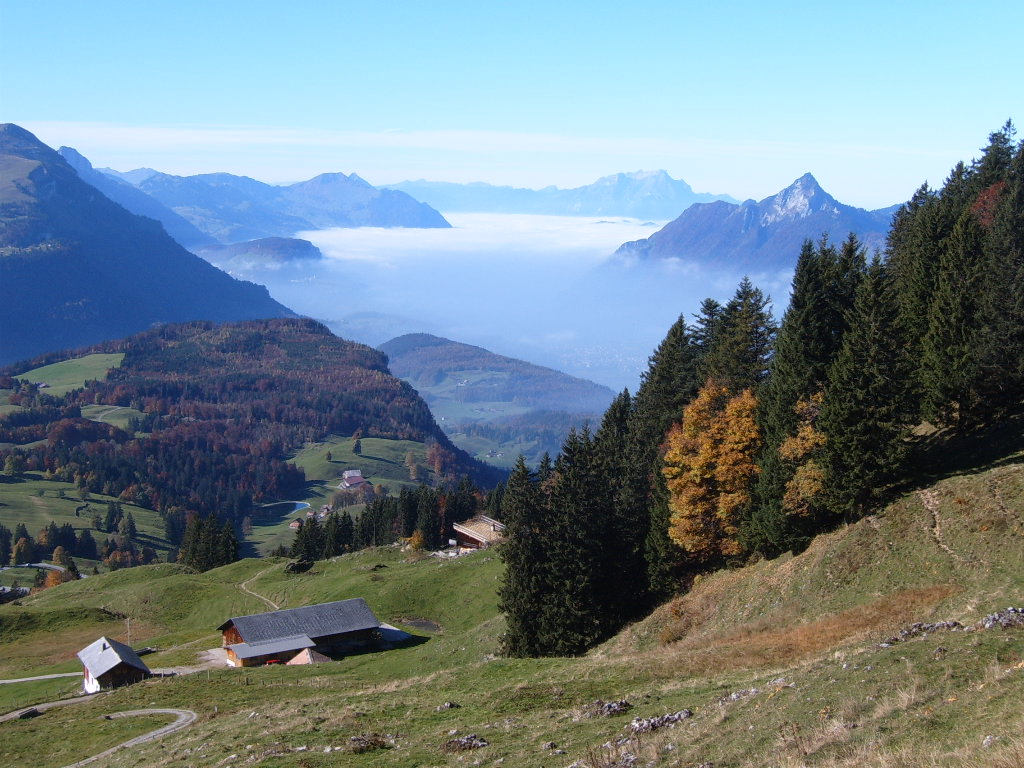
이버거레그와 슈피르슈토크 사이의 하이킹 트레일의 풍경

슈비츠의 면적은 2011년 기준으로 908.2k㎡이다. 이 면적 중 41.0%는 농업용으로 사용되며, 33.7%는 산림, 5.4%는 주거(건물 또는 도로), 20.0%는 불모지이다.
슈비츠주는 스위스 중부에 위치해 있다. 실강과 더 작은 무오타강은 주를 횡단한다. 취리히 호수와 루체른 호수의 일부를 포함한다. 추크 호수의 일부만이 슈비츠주 내에 있다. 그러나 더 작은 호수 라우에르츠 호수(Lauerzersee)와 질 호수(Sihlsee)는 완전히 슈비츠주 내에 있다.
가장 높은 고도는 해발 2,802m의 Bös Fulen이다. 높지는 않지만 리기 대산괴(해발 1,798m의 리기쿨름과 해발 1,665m의 리기 샤이덱)의 정상은 주 경계 내에서 가장 유명한 산일 것이다.

## 경제

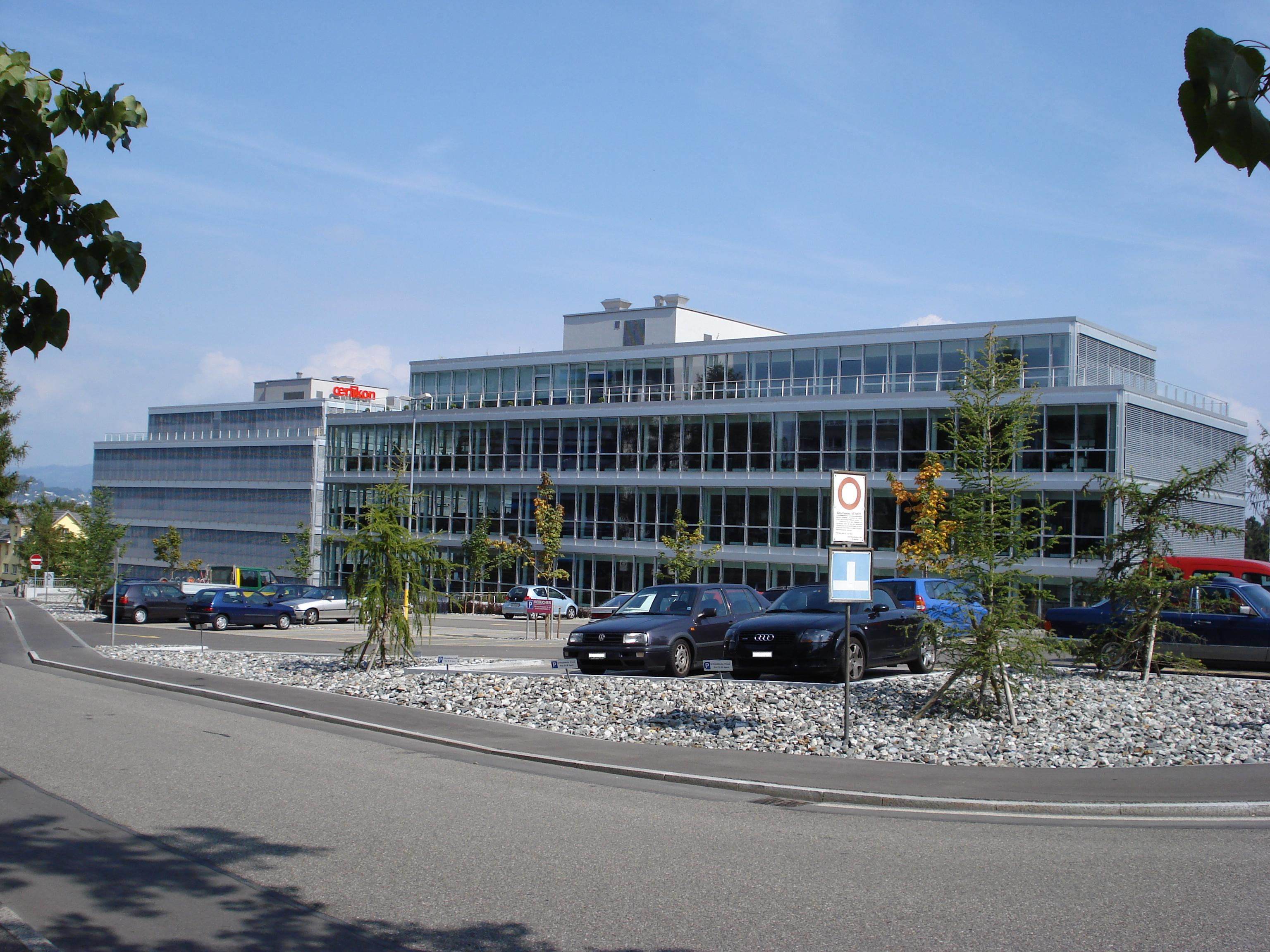
OC 욀리콘과 LGT 그룹, 파피콘

주의 대부분은 농업에 의존한다. 지역 품종 갈색소는 유명하다. 섬유 산업은 주에서 매우 중요한 산업이었지만, 지금은 거의 존재하지 않는다. 나머지는 수도 슈비츠 주변에 집중되어 있다. 같은 지역에 많은 고급 가구 생산업체가 있다. 슈비츠주에는 몇 개의 대규모 수력 발전소가 있다.
관광은 여러 지역, 특히 순례의 중심지인 아인지델른에서 중요하다. 아인지델른은 또한 겨울 스포츠의 중심지이다. 리기의 산악 철도는 전국적으로 잘 알려져 있다. 주의 북쪽에 있는 프라이엔바흐는 스위스에서 가장 낮은 세금으로 유명하다. 이것은 많은 부자를 끌어들였다.
세계적으로 가장 잘 알려진 주 제품은 슈비츠의 주요 도시에서 내리막 길을 따라 이바흐에 있는 빅토리녹스에서 제조한 스위스 아미 나이프이다.
2010년 현재 슈비츠의 실업률은 2.3%이다. 2008년 기준으로 1차 경제 부문에 4,723명이 고용되어 있고, 이 부문에 관련된 약 1,789개의 기업이 있다. 18,661명이 2차 부문에 고용되었고, 이 부문에 1,937개의 기업이 있었다. 41,198명이 3차 부문에 고용되었으며ㅡ 이 부문에 6,207개의 기업이 있다.
2008년에 정규직에 상응하는 총 일자리 수는 53,451개였다. 1차 부문의 일자리 수는 2,939개였으며, 그 중 농업 2,795개, 임업 또는 목재 생산 130개, 어업 또는 어업 14개였다. 2차 부문의 일자리 수는 17,505개였으며, 그중 10,048개(57.4%)가 제조업, 88개(0.5%)가 광업, 6,959개(39.8%)가 건설에 종사했다. 3차 부문의 일자리는 33,007개였다. 3차 부문에서; 8,708개(26.4%)는 자동차 판매 또는 수리, 2,193개(2,193개 또는 6.6%)는 물품 이동 및 보관, 3,376개(10.2%)는 호텔 또는 레스토랑, 1,382개(4.2%)는 정보 산업, 2,294개(또는 7.0%)는 보험 또는 금융 산업, 4,126개(12.5%)는 기술 전문가 또는 과학자, 1,922개(5.8%)는 교육, 4,504개(13.6%)는 건강 관리 산업이었다.
근로 인구 중 15.9%는 대중교통을 이용해 출근했고 56%는 자가용을 이용했다.

## 인구통계

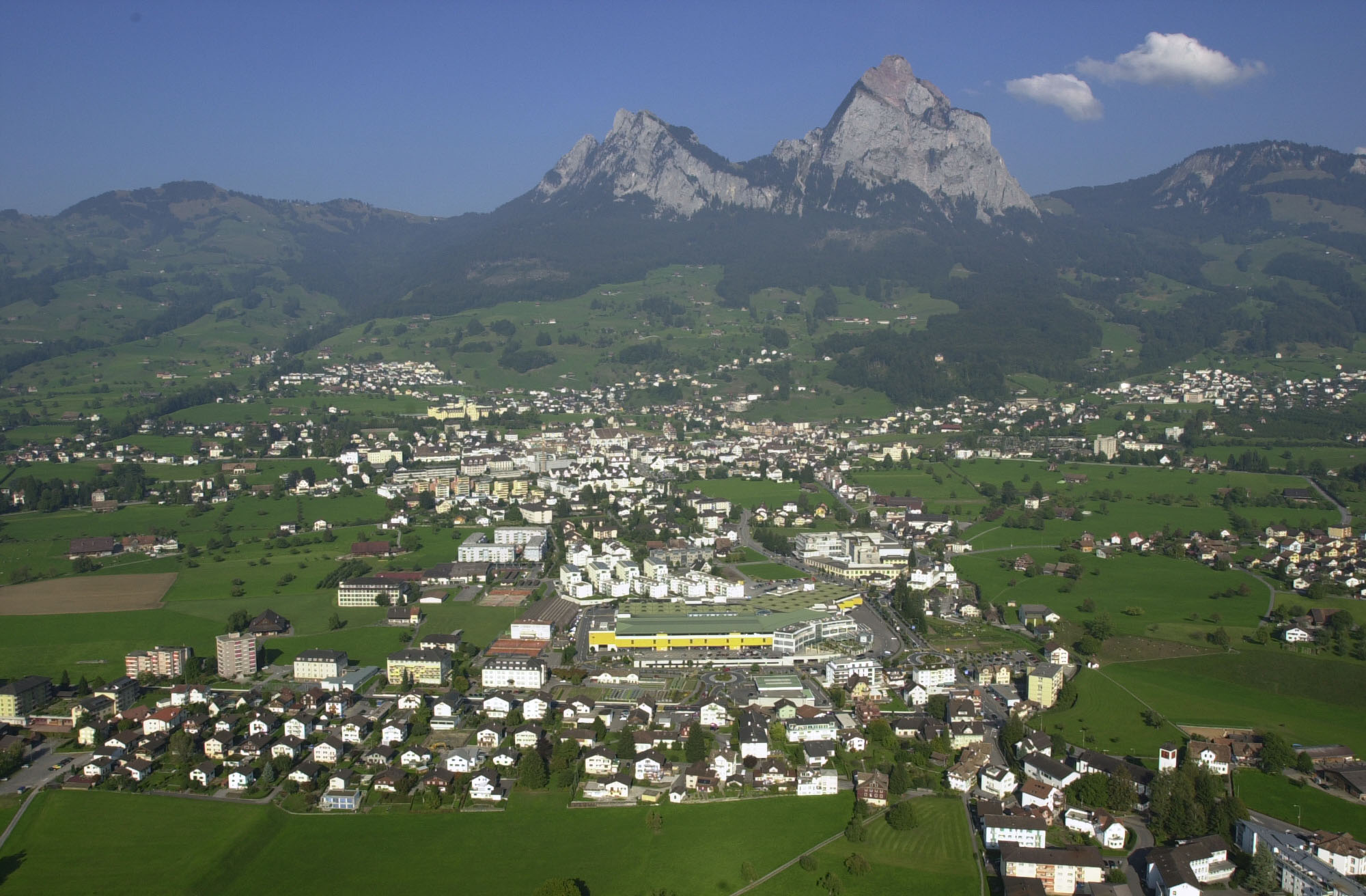
미텐 산맥의 기저에 위치한 슈비츠 타운

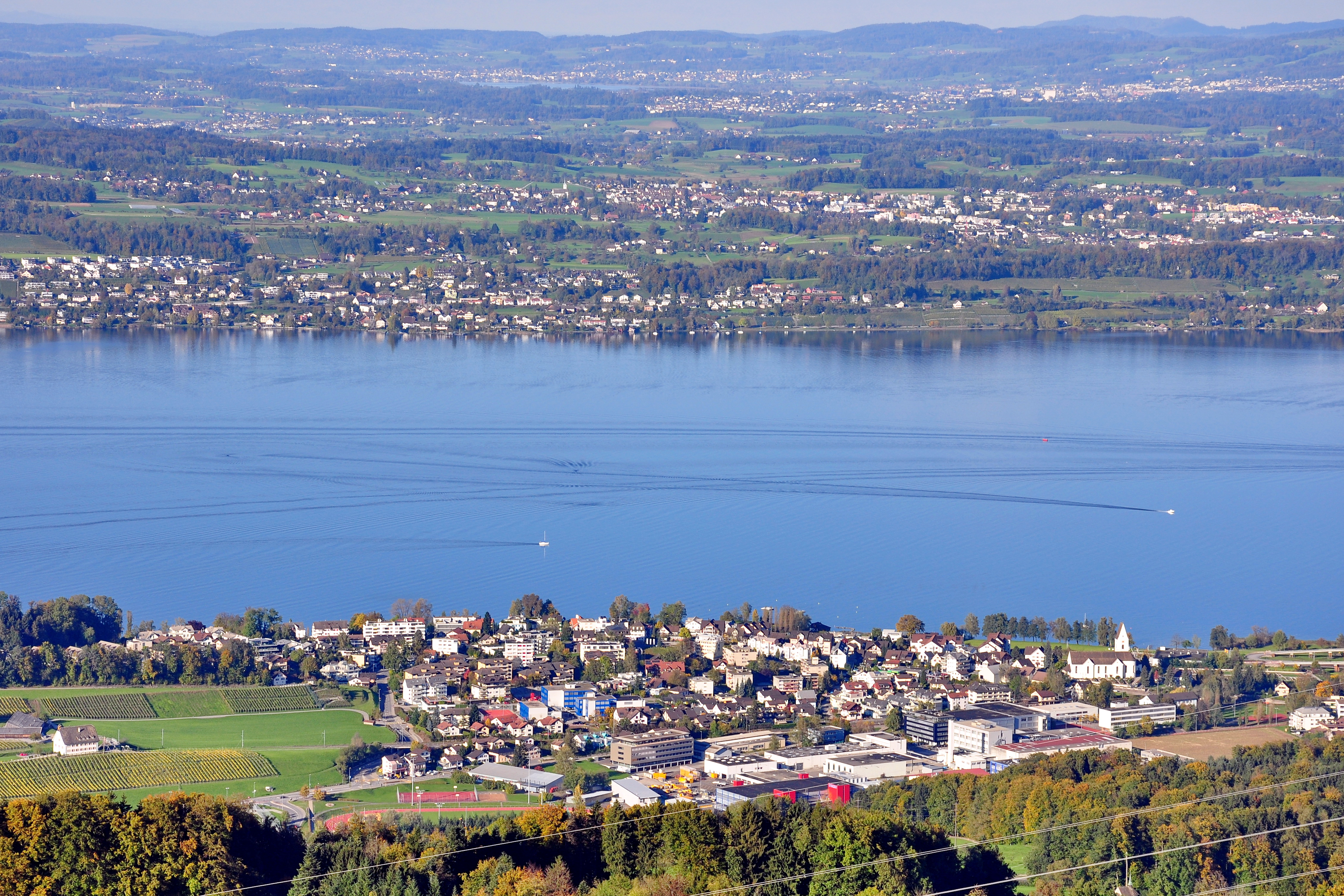
앞은 프아이엔바흐, 취리히 호숫가

슈비츠의 인구(2020년 12월 기준)는 162,157명이다. 2008년 기준으로 인구의 15.6%가 거주하는 외국인이다. 2000년부터 2010년까지 지난 10년 동안 인구는 12.8%의 비율로 변화했다. 이주가 10%, 출생 및 사망이 3.9%를 차지했다.
2000년 기준으로 인구 대부분은 독일어 (115,688 또는 89.9%)를 모국어로 사용하고, 세르비아-크로아티아어가 두 번째로 많이 사용(2,667 또는 2.1%)하고 알바니아어가 세 번째(2,477 또는 1.9%)로 사용된다. 프랑스어를 할 줄 아는 사람은 502명, 이탈리아어를 할 줄 아는 사람이 2,447명, 로만슈어를 할 줄 아는 사람이 234명이다.
2008년 기준으로 인구는 남성 49.9%, 여성 50.1%이다. 인구는 5,824명의 스위스 남성(인구의 42.2%)과 1,058명(7.7%)의 비스위스계 남성으로 구성되었다. 스위스 여성은 5,932명(43.0%), 비스위스계 여성은 988명(7.2%)이었다. 주 인구 중 50,778명(약 39.5%)이 슈비츠에서 태어나 2000년에 그곳에 살았다. 같은 주에서 태어난 19,319명(15.0%)이 있었고, 스위스 다른 곳에서 태어난 35,617명(27.7%), 19,622명(19,622명)이었다. 또는 15.2%가 스위스 외부에서 태어났다.
2000년 기준으로 아동·청소년(0~19세)이 25.6%, 성인(20~64세)이 61.4%, 노인(64세 이상)이 12.9%를 차지하고 있다.
2000년 기준으로 미혼이며 독신인 사람은 57,353명이다. 기혼자는 59,385명, 미망인은 6,201명, 이혼한 사람은 5,765명이었다.
2000년 기준으로 주의 개인 가구는 50,089가구이며 가구당 평균 2.5명이다. 1인 가구는 1만5043가구, 5인 이상 가구는 4801가구였다. 2009년 기준 신규주택 건설률은 인구 1000명당 7.8세대이다.
2003년 현재 슈비츠 타운의 평균 아파트 임대료는 월 1185.58 스위스 프랑 (CHF)이었다(2003년부터 US$950, £530, €760 약 환율). 원룸 아파트의 평균 가격은 543.08 CHF(US$430, £240, €350)였고, 투룸 아파트는 약 904.87 CHF(US$720, £410, €580), 1068.78 CHF(US$860, £480, €680) 및 6개 이상의 방 아파트 비용은 평균 1461.34 CHF(US$1170, £660, €940)이다. 슈비츠의 평균 아파트 가격은 전국 평균 1116CHF의 106.2%였다.
2010년 주 공실률은 0.97%였다.

### 과거 인구 자료
역사적 인구는 다음 차트에 나와 있다.
| 과거 인구 자료 | 과거 인구 자료 | 과거 인구 자료 | 과거 인구 자료 | 과거 인구 자료 | 과거 인구 자료 | 과거 인구 자료 | 과거 인구 자료 | 과거 인구 자료 | 과거 인구 자료 | 과거 인구 자료 | 과거 인구 자료 |
| 년도           | 총인구         | 독일어         | 이태리어       | 가톨릭         | 개신교         | 기타           | 유대교         | 이슬람교       | 무교           | 스위스         | 비스위스계     |
| -------------- | -------------- | -------------- | -------------- | -------------- | -------------- | -------------- | -------------- | -------------- | -------------- | -------------- | -------------- |
| 1850           | 44,168         |                |                | 44,013         | 155            |                |                |                |                | 43,970         | 198            |
| 1880           | 51,109         | 49,631         | 1,377          | 50,266         | 954            | 15             | 7              |                |                | 48,585         | 2,524          |
| 1900           | 55,385         | 53,834         | 1,108          | 53,537         | 1,836          | 12             | 9              |                |                | 52,422         | 2,963          |
| 1950           | 71,082         | 69,231         | 1,191          | 66,297         | 4,642          | 64             | 15             |                |                | 68,416         | 2,666          |
| 1970           | 92,072         | 82,957         | 6,663          | 84,087         | 7,271          | 671            | 19             | 202            | 238            | 81,301         | 10,771         |
| 2000           | 128,704        | 115,688        | 2,447          | 92,868         | 16,401         | 19,389         | 51             | 5,598          | 6,331          | 108,381        | 20,323         |

### 종교
2000년 인구조사에서 로마 가톨릭 신자는 92,868명(72.2%)인 반면 스위스 개혁 교회는 15,140명(11.8%)이었다. 나머지 인구 중 정교회 교인은 2,758명(인구의 약 2.14%), 크리천 가톨릭 교회 교인은 46명(인구의 약 0.04%), 2,658명이었다. 다른 기독교 교회에 속한 개인(또는 인구의 약 2.07%). 유대교인은 51명(인구의 약 0.04%)이었고 이슬람교 인은 5,598명(인구의 약 4.35%)이었다. 272명의 불교도가 있었다. 힌두교인 429명과 다른 교회에 속한 62명. 6,331명(인구의 약 4.92%)은 무교, 불가지론 또는 무신론자였으며 3,752명(인구의 약 2.92%)이 질문에 대답하지 않았다.

## 행정 구역
아인지델른, 퀴스나흐트, 및 거자우와 같이 지역이 같은 이름의 자치제를 구성하지만, 슈비츠주는 6개의 구와 30개 기초지자체로 나뉜다. 가장 큰 도시는 퀴스나흐트와 파피콘이다.
| 구           | 기초지자체 |
| ------------ | --- |
| 슈비츠구     | 슈비츠, 아르트, 잉엔볼, 무오타탈, 슈타이넨, Sattel, Rothenthurm, Oberiberg, Unteriberg, 라우에르츠, 슈타이너베르크, Morschach, 알프탈, Illgau, Riemenstalden |
| 아인지델른구 | 아인지델른 |
| 거자우구     | 거자우 |
| 회페구       | 볼레라우, 프라이엔바흐, 포이지스베르크 |
| 퀴스나흐트구 | 퀴스나흐트 |
| 마히구       | 라헨, 알텐도르프, Galgenen, Vorderthal, Innerthal, Schübelbach, Tuggen, 방엔, 라이헨부르크                                                                   |

## 교육

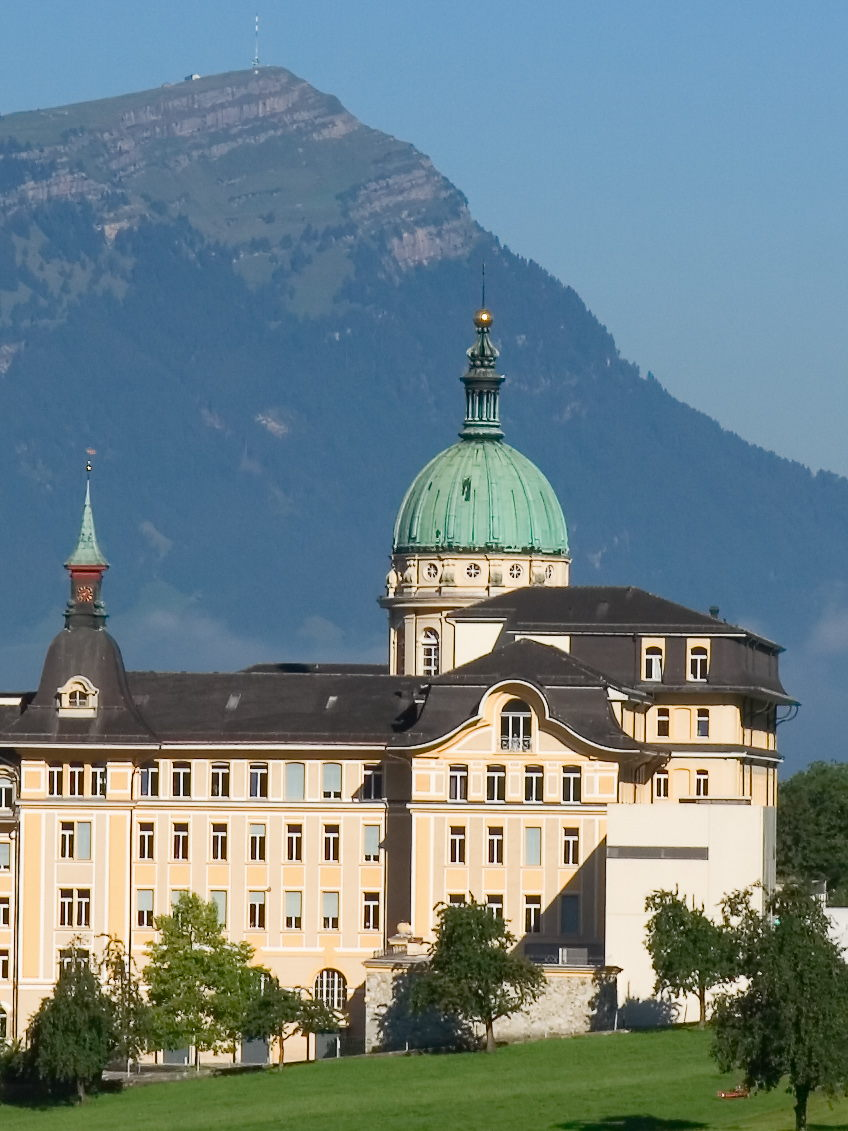
슈비츠의 상위 2차 학교인 칸톤슐레 콜레기움 슈비츠

슈비츠에서는 인구의 약 46,694명(36.3%)이 비필수 고등교육을 이수했으며, 13,848명(10.8%)이 추가 고등교육( 대학 또는 응용학문대학)을 마쳤다. 고등교육을 마친 13,848명 중 66.3%가 스위스 남성, 19.4%가 스위스 여성, 9.1%가 비스위스계 남성, 5.2%가 비스위스계 여성이었다.
슈비츠는 칸톤슐레 콜레기움 슈비츠 (KKS), 체육관 및 직업 또는 기술 대학인 상급 중등학교의 본거지이다. KKS는 150년 이상 운영되어 왔지만 여러 오래된 학교를 기반으로 하다. 슈비츠의 첫 번째 라틴어 학교는 St. Josef im Loo의 이전 카푸친 수도원에서 1627년에 문을 열었다. 이 학교는 1798년 프랑스 침공 때까지 열려 있었다. 1841년 7월 25일, 예수회는 현대 콜레기움 부지에 예수회 대학이 될 초석을 놓았다. 학교는 1844년에 문을 열었지만 3년 동안만 예수회의 통제 하에 있었다. 1847년에 연방군은 슈비츠로 진군하여 가톨릭 존더분트를 진압하고 예수회를 강제로 도피시켰다. 1855년 카푸친 교부 테오도시우스 플로렌티니( Theodosius Florentini)에 의해 다시 문을 열었고, 다음 해에 학생들을 가르치기 시작했다. 학교는 1970년대까지 종교 교사와 세속 교사를 모두 사용하여 학생들을 계속 가르쳤다. 1972년에 중학교 하위 학생들은 파피콘으로 이사했고, 학교는 상위 2차 주립학교가 되었다.